# Мирослав (король Хорватії)
Мирослав (хорв. Miroslav) — хорватський король з династії Трпимировичів, старший син короля Крешимира І. Після смерті батька правив Хорватією з 945 до 949 р.
Якщо (за даними «De administrando imperio» Костянтина Багрянородного) під час правління Крешимира І військо хорватів налічувало до 60 тисяч кіннотників, 100 тисяч піхотинців і до 200 морських суден, то після його смерті за час міжусобних воєн королівських синів Мирослава та Михайла військова міць держави зменшилася утричі, а флот складав взагалі лише до 30 суден.
Майже безперервною боротьбою за владу за підтримки Візантії скористався сербський великий жупан Часлав Клонимирович, який захопив східну Боснію до Врбаса і південну Хорватію.
Війна між братами закінчилася смертю Мирослава. На боці Михайла (майбутнього короля Крешимира ІІ) виступив бан Прибина, люди якого й убили Мирослава.
Смерть Мирослава у хорватському національному епосі відбилася в легенді про смерть короля Звонимира. До певного часу вважалося, що з усіх хорватських королів лише цих двох правителів убили через боротьбу за владу. Проте зараз більшість науковців вважає, що впевнено можна казати тільки про вбивство Мирослава, тоді як вбивство Звонимира — саме легенда, а сам Звонимир помер природною смертю.